# هاسکین (دهانه)
هاسکین یک دهانه برخوردی در ماه‌ است.